# مسجد الملك عبد العزيز (مربلة)
مسجد الملك عبد العزيز (بالإسبانية: Mezquita del rey Abdelaziz, Mezquita de Marbella)‏ هو مسجد يقع في مدينة مربلة في دولة إسبانيا. تم افتتاحه في منتصف عام 1981، ويقع على أرض مساحتها 10 آلاف و 500 متر مربع، ويسع 800 مصلّ من الرجال والنساء. المسجد بني على نفقة الملك سلمان بن عبد العزيز آل سعود الخاصة عندما كان أميراً للرياض. ويُعتبر أول مسجد يُبنى في إسبانيا منذ سقوط دولة الأندلس. ويضم المسجد أيضاً مركزًا ثقافيًا فيه مكتبة مساحتها 225 مترًا مربعًا، تضم أكثر من 30 ألف كتاب ومجلد، معظمها عن الإسلام والتراث والأدب العربي والتاريخ.

## معرض صور

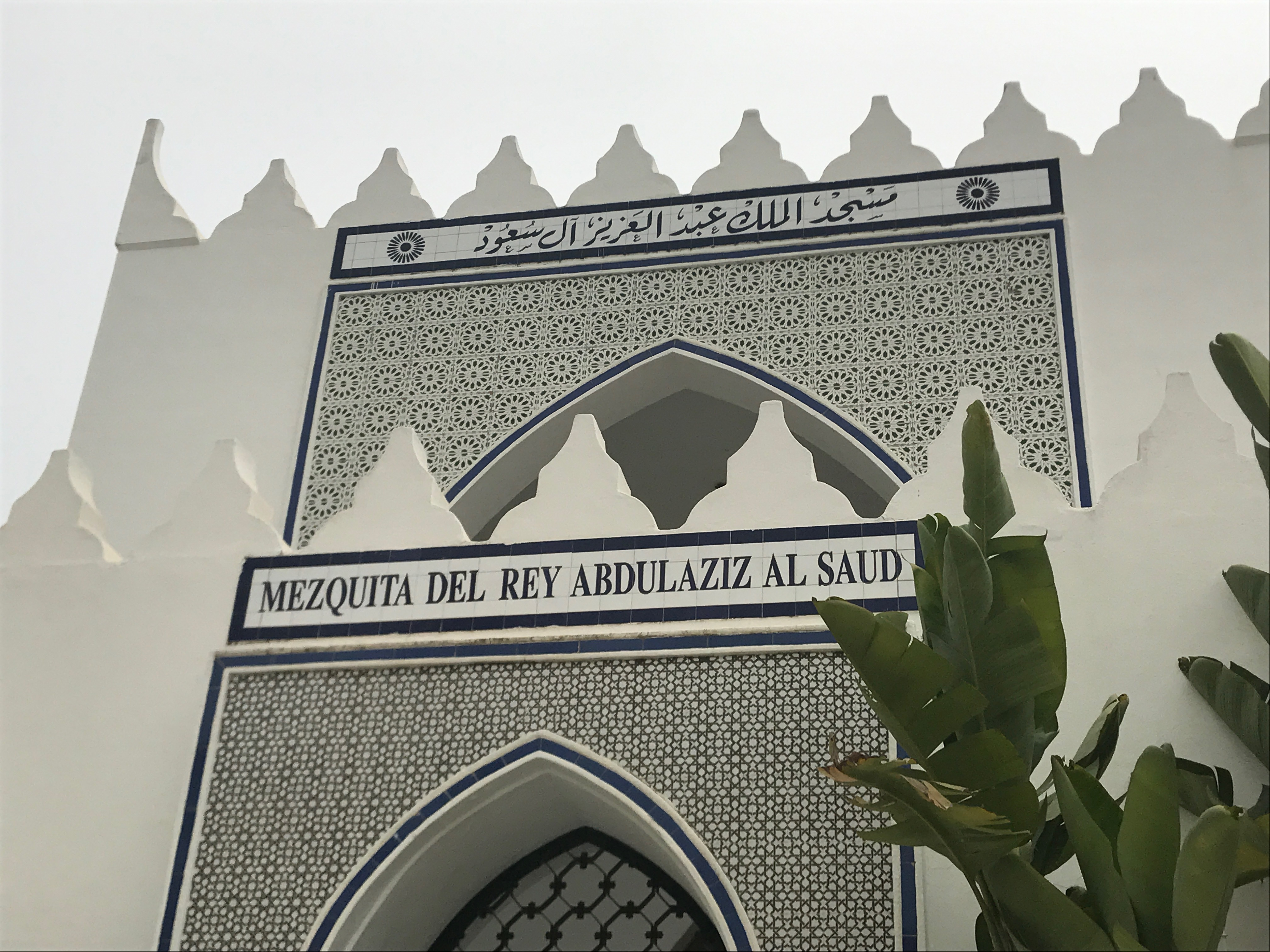
المدخل
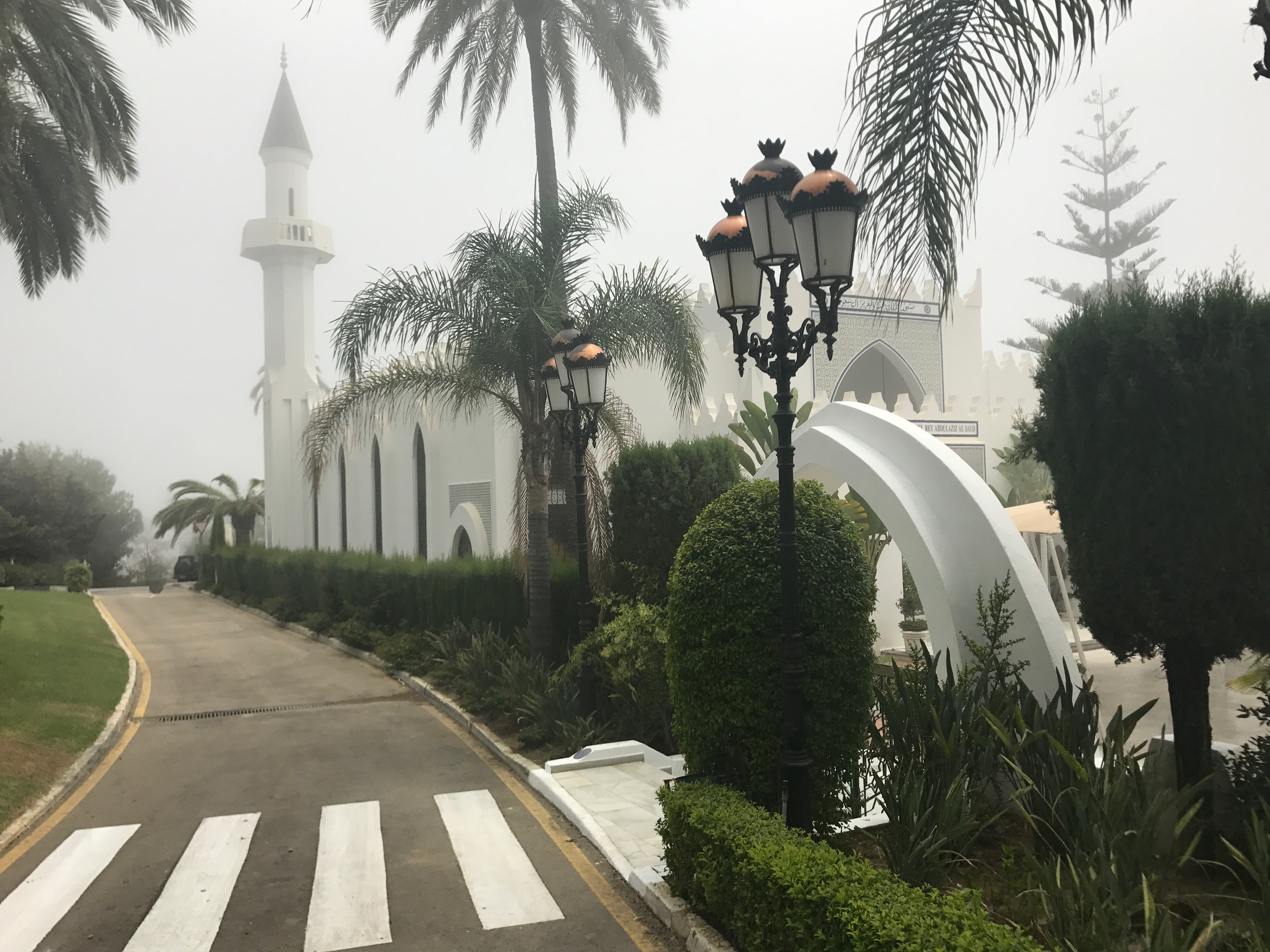
من الخارج
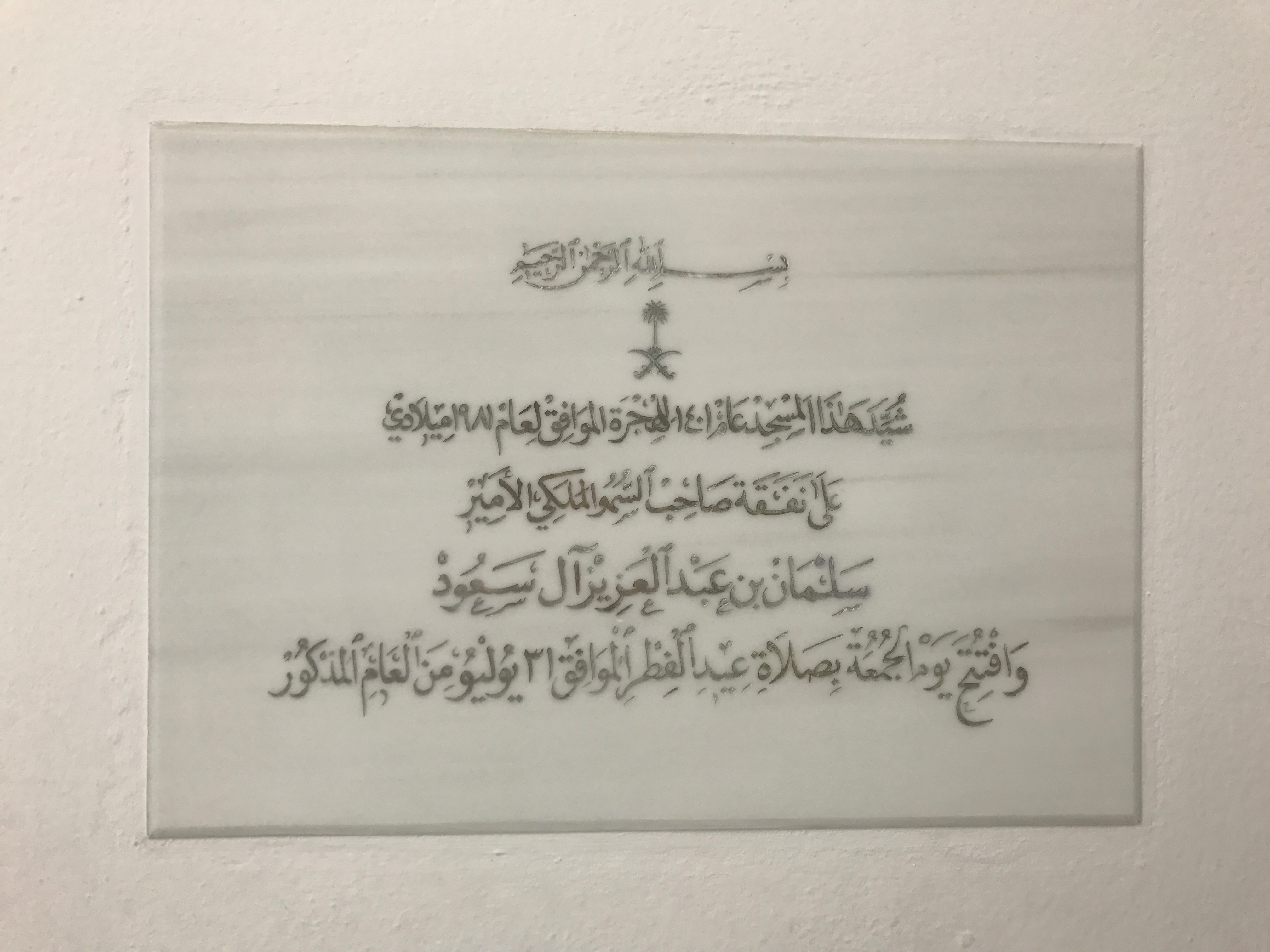
الإفتتاح
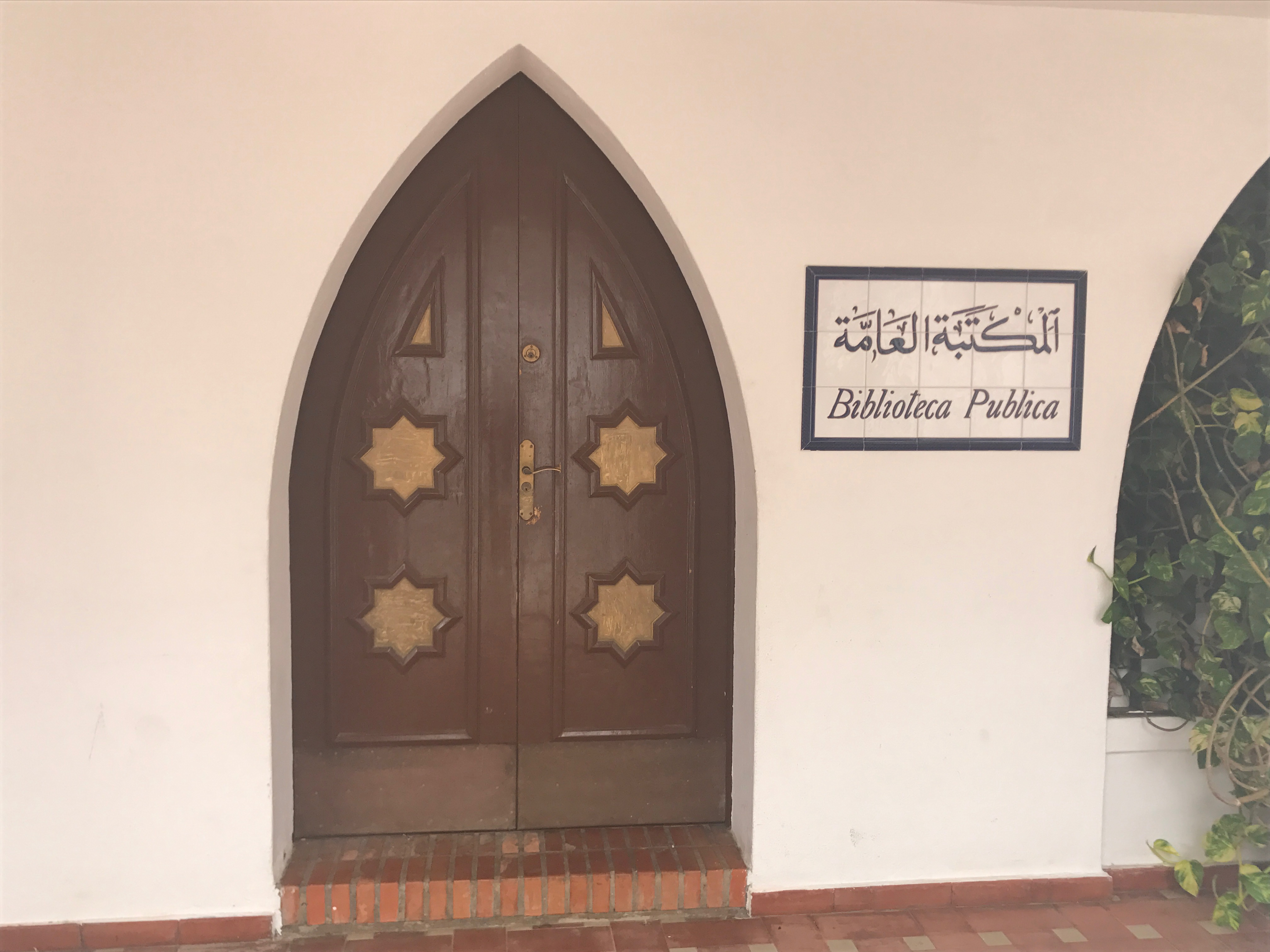
المكتبة
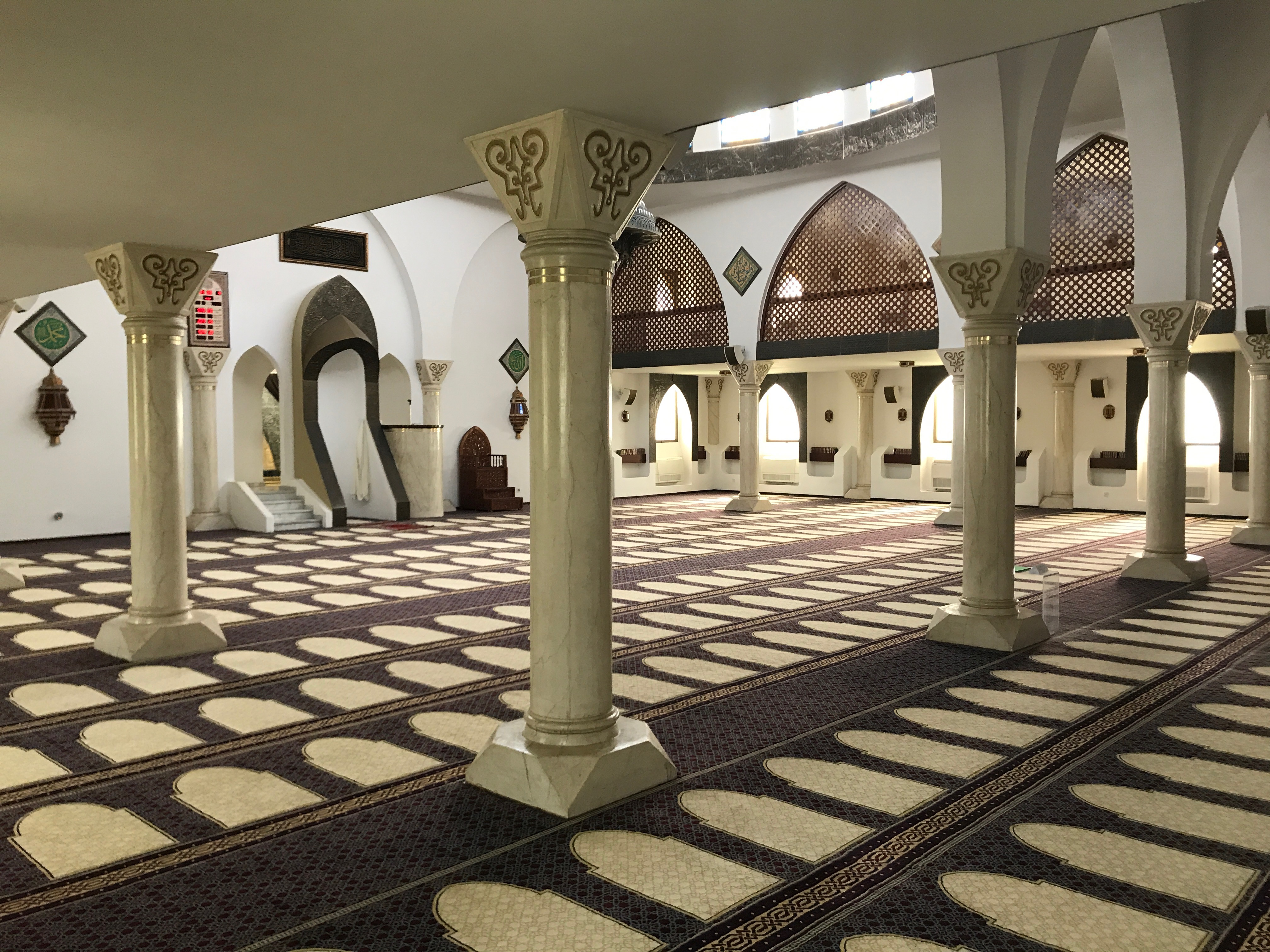
المسجد من الداخل
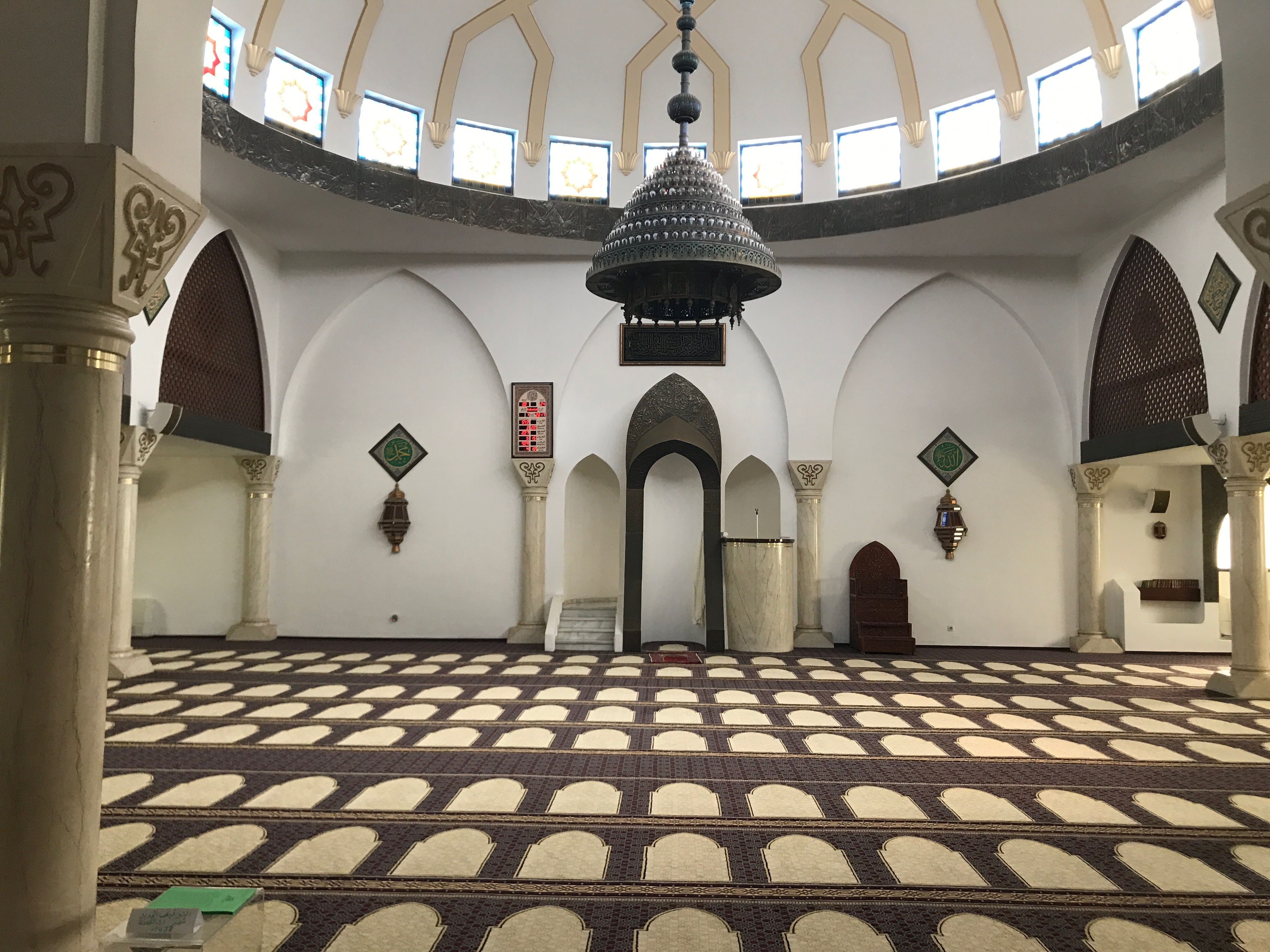
منظر داخلي للمسجد